# Fjällspegellöpare
Fjällspegellöpare (Bembidion lapponicum) är en skalbaggsart som beskrevs av Johan Wilhelm Zetterstedt. Fjällspegellöpare ingår i släktet Bembidion och familjen jordlöpare. Enligt den finländska rödlistan är arten akut hotad i Finland. Arten är reproducerande i Sverige. Artens livsmiljö är sjö- och älvstränder. Inga underarter finns listade i Catalogue of Life.